# Alick-Maud Pledge
Alick-Maud Pledge (1893-1949) est une pédagogue anglaise du mouvement, de la gymnastique et de la danse populaire.

## Biographie
Elle vient en France en 1926 à la demande de Jaques-Dalcroze mais elle prend assez vite son autonomie. Dans la mouvance de l'éducation nouvelle, elle fonde, dans les années 1930, l'association Éducation et Mouvement puis celle des Amis de la Danse Populaire. Son enseignement a été repris, en partie, par ses élèves Marcelle Albert et Marinette Aristow-Journoud d'une part, et par Jean-Michel Guilcher d'autre part.
Elle est enterrée au cimetière du Père-Lachaise (89e division).

## Articles
- « Mouvement, gymnastique et équilibre nerveux », in La Nouvelle Éducation, 1932, 3 articles pp. 9, 18 et 39.
- « La danse populaire », in La Nouvelle Éducation, 01 octobre 1935, pp. 137-145.

### Sources
- Fonds : Miss Pledge (1930-1949) [Documents textuels ; 0,30 ml]. Cote : 158, Archives de la FFEPGV.